# Czynnik całkujący
Czynnik całkujący (metoda czynnika całkującego) – metoda pozwalająca znaleźć rozwiązania niektórych równań różniczkowych pierwszego rzędu poprzez sprowadzenie ich do równań różniczkowych zupełnych.
Niech dane będzie równanie różniczkowe
|  |  | {\displaystyle P(x,y)x'+Q(x,y)y'=0} |  | (1) |

lub, w alternatywnej postaci,
|  |  | {\displaystyle P(x,y)dx+Q(x,y)dy=0,} |  | (1') |

gdzie funkcje {\displaystyle P} i {\displaystyle Q} są klasy {\displaystyle C^{1}} na pewnym obszarze jednospójnym {\displaystyle D} i w żadnym punkcie tego obszaru nie zerują się jednocześnie. Ponadto załóżmy, że zachodzi
{\displaystyle {\frac {\partial P}{\partial y}}\neq {\frac {\partial Q}{\partial x}}}
(warunek ten oznacza, że równanie (1) nie jest równaniem zupełnym).
Metoda czynnika całkującego polega na znalezieniu różnej od zera funkcji {\displaystyle \mu (x,y)} takiej, że po przemnożeniu przez nią równania (1'), stanie się ono równaniem zupełnym:
|  |  | {\displaystyle \mu (x,y)P(x,y)dx+\mu (x,y)Q(x,y)dy=0,} |  | (2) |

dla którego będzie zachodziło
|  |  | {\displaystyle {\frac {\partial (P\mu )}{\partial y}}={\frac {\partial (Q\mu )}{\partial x}}.} |  | (3) |

Z powyższych wzorów wynika, że szukana funkcja musi posiadać pochodne cząstkowe pierwszego rzędu.
Tak sprowadzone równanie, będące równaniem zupełnym daje się już scałkować, istnieje więc funkcja {\displaystyle U(x,y),} dla której {\displaystyle U(x,y)=C} jest całką (rozwiązaniem) równania (2), a zarazem i (1). Znajdywanie czynnika całkującego prowadzi do rozwiązywania równania (3) pierwszego rzędu o pochodnych cząstkowych, z niewiadomą funkcją {\displaystyle U(x,y),} które w ogólności jest trudne do rozwiązania.

## Niektóre przypadki postaci czynnika całkującego

### Czynnik całkujący zależny tylko odx{\displaystyle x}
Przypuśćmy, że równanie (1) ma czynnik całkujący zależny tylko od zmiennej {\displaystyle x,} {\displaystyle \mu (x).} Oznacza, to że musi on spełniać równanie
|  |  | {\displaystyle {\frac {\partial P}{\partial y}}\mu ={\frac {\partial Q}{\partial x}}\mu +{\frac {d\mu }{dx}}Q,} |  | (4) |

jako że {\displaystyle {\frac {\partial \mu }{\partial y}}=0.} Zakładając, że {\displaystyle Q\neq 0,} otrzymujemy
|  |  | {\displaystyle {\frac {\mu '_{x}}{\mu }}={\frac {{\frac {\partial P}{\partial y}}-{\frac {\partial Q}{\partial x}}}{Q}}.} |  | (4') |

Aby istniał czynnik całkujący {\displaystyle \mu (x)} konieczne jest, by prawa strona równania (4') była zależna tylko od zmiennej {\displaystyle x{:}}
|  |  | {\displaystyle {\frac {{\frac {\partial P}{\partial y}}-{\frac {\partial Q}{\partial x}}}{Q}}=\psi (x).} |  | (5) |

Wtedy, rozwiązując równanie o zmiennych rozdzielonych (4') otrzymujemy, że
|  |  | {\displaystyle \mu (x)=C\exp \left(\int \psi (x)dx\right),} |  | (6) |

gdzie {\displaystyle C} jest dowolną, niezerową liczbą rzeczywistą, a {\displaystyle \exp } to oznaczenie funkcji eksponencjalnej. Każda z tak otrzymanych funkcji {\displaystyle \mu (x)} jest czynnikiem całkującym, zwyczajowo więc przyjmuje się, że {\displaystyle C=1.}

#### Przykład
Niech dane będzie równanie liniowe
|  |  | {\displaystyle y'(x)+p(x)\ y(x)=q(x).} |  | (7) |

Warunek (5) jest spełniony, ponieważ w naszym przypadku {\displaystyle P(x,y)=p(x)y(x)-q(x)} i {\displaystyle Q(x,y)=1} oraz
{\displaystyle {\frac {{\frac {\partial P}{\partial y}}-{\frac {\partial Q}{\partial x}}}{Q}}=p(x),}
tak więc czynnikiem całkującym równania (7) jest
{\displaystyle \mu (x)=\exp \left(\int p(x)dx\right).}

### Czynnik całkujący zależny tylko ody{\displaystyle y}
Postępując analogicznie, jak w poprzednim przykładzie, czynnik całkujący równania (1) zależny od {\displaystyle y} istnieć będzie tylko wtedy, gdy {\displaystyle P\neq 0} oraz prawa strona równania
|  |  | {\displaystyle {\frac {\mu '_{y}}{\mu }}={\frac {{\frac {\partial P}{\partial y}}-{\frac {\partial Q}{\partial x}}}{-P}}} |  | (8) |

będzie zależna tylko od {\displaystyle y.} Wtedy czynnik całkujący będzie postaci
|  |  | {\displaystyle \mu (y)=C\exp \left(\int \psi (y)dy\right),} |  | (9) |

gdzie ponownie {\displaystyle C} jest dowolną, niezerową liczbą rzeczywistą, a {\displaystyle \psi (y)} to prawa strona równania (8).

### Czynnik całkujący zależny odx+y{\displaystyle x+y}
Ponownie, załóżmy, że równanie (1) ma czynnik całkujący postaci {\displaystyle \mu =\mu (S(x,y)),} gdzie {\displaystyle S(x,y)=x+y.} Zauważmy, że funkcja {\displaystyle \mu } jest formalnie funkcją zmiennej {\displaystyle S.} Warunek (3) przyjmuje postać
{\displaystyle {\frac {\partial P}{\partial y}}\mu +P{\frac {d\mu }{dS}}{\frac {\partial S}{\partial y}}={\frac {\partial Q}{\partial x}}\mu +Q{\frac {d\mu }{dS}}{\frac {\partial S}{\partial x}}}
{\displaystyle \mu '_{S}\left(P{\frac {\partial S}{\partial y}}-Q{\frac {\partial S}{\partial x}}\right)=\mu \left({\frac {\partial Q}{\partial x}}-{\frac {\partial P}{\partial y}}\right).}
Ponieważ {\displaystyle {\frac {\partial S}{\partial x}}={\frac {\partial S}{\partial y}}=1,} zakładając, że {\displaystyle P-Q\neq 0} warunkiem na to, by funkcja {\displaystyle \mu } była czynnikiem całkującym (1) jest, aby prawa strona równania
|  |  | {\displaystyle {\frac {\mu '_{S}}{\mu }}={\frac {{\frac {\partial P}{\partial y}}-{\frac {\partial Q}{\partial x}}}{Q-P}}} |  | (10) |

zależała tylko od {\displaystyle S,} czyli od {\displaystyle x+y.} Czynnik całkujący ma wtedy postać
{\displaystyle \mu =\exp \left(\int \psi (S)dS\right),}
gdzie {\displaystyle \psi (S),} jak poprzednio jest prawą stroną (10).

#### Przykład
Rozpatrzmy równanie
|  |  | {\displaystyle (3x+4y)dx-(2x+y)dy=0} |  | (11) |

W naszym przypadku {\displaystyle P(x,y)=3x+4y,} {\displaystyle Q(x,y)=-2x-y} oraz
{\displaystyle {\frac {{\frac {\partial P}{\partial y}}-{\frac {\partial Q}{\partial x}}}{Q-P}}={\frac {6}{-5x-5y}}={\frac {-6}{5(x+y)}}}
Prawa strona równania jest zależna tylko od {\displaystyle S(x,y)=x+y,} więc czynnik całkujący będzie postaci
{\displaystyle \mu =\exp \left(\int {\frac {-6}{5S}}dS\right)=\exp \left(-{\frac {6}{5}}\ln S\right)=S^{-{\frac {6}{5}}}=(x+y)^{-{\frac {6}{5}}}.}

### Przypadek ogólny
Załóżmy w końcu że równanie (1) ma czynnik całkujący postaci {\displaystyle \mu =\mu (S(x,y)),} gdzie {\displaystyle S(x,y)} jest dowolną funkcją, posiadającą pochodne cząstkowe i dla której zachodzi {\displaystyle QS'_{x}-PS'_{y}\neq 0.} Warunek (3) przyjmuje ponownie postać
{\displaystyle {\frac {\partial P}{\partial y}}\mu +P{\frac {d\mu }{dS}}{\frac {\partial S}{\partial y}}={\frac {\partial Q}{\partial x}}\mu +Q{\frac {d\mu }{dS}}{\frac {\partial S}{\partial x}},}
a warunkiem, by {\displaystyle \mu } była czynnikiem całkującym (1) jest, by prawa strona równania
|  |  | {\displaystyle {\frac {\mu '_{S}}{\mu }}={\frac {{\frac {\partial Q}{\partial x}}-{\frac {\partial P}{\partial y}}}{P{\frac {\partial S}{\partial y}}-Q{\frac {\partial S}{\partial x}}}}} |  | (12) |

była zależna jedynie od {\displaystyle S.}

## Istnienie i jednoznaczność czynnika całkującego
Zakładając istnienie całki ogólnej równania (1), przy poprzednich założeniach można wykazać , że każde równanie postaci (1') ma czynnik całkujący.
Z postaci czynnika całkującego
|  |  | {\displaystyle \mu =C\exp \left(\int \psi (S)dS\right),} |  | (13) |

wynika, że dla dowolnej, niezerowej liczby rzeczywistej {\displaystyle C,} {\displaystyle \mu } jest czynnikiem całkującym. Oprócz tego, jeśli {\displaystyle \mu } jest czynnikiem całkującym równania (1), to
{\displaystyle \mu _{1}=\mu \varphi (U),}
gdzie {\displaystyle U(x,y)} jest całką ogólną równania (1) a {\displaystyle \varphi } jest dowolną, niezerową funkcją mającą ciągłą pochodną, także jest czynnikiem całkującym (1). W istocie, pomiędzy każdymi dwoma czynnikami całkującymi równania (1) zachodzi zależność (13).